# Nousse
Nousse – miejscowość i gmina we Francji, w regionie Nowa Akwitania, w departamencie Landy.
Według danych na rok 1990 gminę zamieszkiwało 219 osób, a gęstość zaludnienia wynosiła 57 osób/km² (wśród 2290 gmin Akwitanii Nousse plasuje się na 958. miejscu pod względem liczby ludności, natomiast pod względem powierzchni na miejscu 1495.).